# Zemsta futrzaków
Zemsta futrzaków (ang. Furry Vengeance) – amerykański film komediowy z 2010 roku. Film twórców Noc w muzeum i Różowa Pantera.

## Fabuła
Dan Sanders (Brendan Fraser) przeprowadza się z rodziną z Chicago w puszcze stanu Oregon, by nadzorować budowę przyjaznego dla środowiska osiedla. Ma świadomość, że to szczególnie trudny moment dla jego żony Tammy (Brooke Shields), która kocha wielkomiejską atmosferę i bez pomocy nie zdoła przystosować się do życia w nowej okolicy. Niezadowolony jest także nastoletni syn Tyler (Matt Prokop), który wprost nie znosi przygody. Jak się okazuje to zaledwie jednak przedsmak problemów, które czekają na Dana.
Gdy miejscowe zwierzaki odkrywają wiodącą rolę Dana w niszczeniu ich środowiska jego nazwisko znajduje się na szczycie ich listy najbardziej znienawidzonych osób i postanawiają dać mu nauczkę. Sprytne zwierzaki nękają Dana dzień i noc, rujnują jego pracę, spokój, a nawet garderobę. Poddany zmasowanemu atakowi Dan odkrywa, że jego niegdyś idealne życie legło w ruinie.
Dan zupełnie nie radzi sobie ze schwytaniem, odstraszeniem czy choćby sfotografowaniem zwierzęcej grupy uderzeniowej, a bez dowodów na istnienie tajnego leśnego spisku wymierzonego przeciw niemu, nikt nie wierzy w jego twierdzenia. Gdy żona i syn chcą go porzucić, a jego budowa wisi na włosku, Dan rozpętuje jeszcze gorsze piekło, wywołując wojnę ze sprzymierzonymi gatunkami, w której zwycięzca może być tylko jeden.

## Obsada
- Brendan Fraser – Dan Sanders
- Brooke Shields – Tammy Sanders
- Matt Prokop – Tyler Sanders
- Ken Jeong – Neal Lyman
- Angela Kinsey – Felder

## Wersja polska
Opracowanie wersji polskiej: na zlecenie Monolith Films – Start International Polska

Reżyseria: Marek Robaczewski

Tekst polski: Barbara Robaczewska

Dźwięk i montaż: Janusz Tokarzewski

Kierownictwo produkcji: Dorota Nyczek

W wersji polskiej udział wzięli: 

- Waldemar Barwiński – Dan
- Anna Gajewska – Tammy
- Kajetan Lewandowski – Tyler
- Karol Wróblewski – Lyman
- Izabella Bukowska – Felder
- Joanna Pach – Amber
- Aleksander Mikołajczak – Wilson

W pozostałych rolach:
- Izabela Dąbrowska - dyrektorka Baker
- Janusz Wituch - doktor Christian Burr
- Krzysztof Szczerbiński - Frank
- Ilona Kuśmierska - pani Martin
- Marek Robaczewski - Riggs
- Paweł Galia - pan Gupta

i inni